# Biserica Maieri I
Biserica Maieri I este un monument istoric aflat pe teritoriul municipiului Alba Iulia. Parohia acestei biserici ține ocupată din anul 1948 și lăcașul de cult aflat pe aceeași stradă, la nr. 69, Biserica Sfânta Treime din Maieri, luată de la Biserica Română Unită cu Roma și folosită sub numele de „Biserica Maieri II.” Între cele două biserici este o distanță de aproximativ 100 de metri.